# UCI-Straßenradsport-Kalender der Frauen 2023
Der UCI-Straßenradsport-Kalender der Frauen 2023 bestand aus den Wettbewerben des internationalen Straßenradsports, die im Kalender des Radsport-Weltverbands UCI registriert waren und ein Rennen für Frauen beinhalteten. Nach Verständnis der UCI lief die Straßensaison 2023 vom 19. Oktober 2022 bis zum 17. Oktober 2023; dieser Zeitraum war insbesondere ausschlaggebend für die Qualifikation zu den Olympischen Spielen 2024. Zum besseren Verständnis sind hier jedoch die Rennen des gesamten Kalenderjahrs 2023 aufgeführt.

## Klassifikation
Die Eintages- und Etappenrennen des internationalen Straßen-Kalenders gehörten, soweit sie Frauen betrafen, folgenden Klassen an (siehe auch UCI-Kategorie):
- die Weltmeisterschaften (CM) im August;
- die kontinentalen Meisterschaften (CC) in Europa, Asien, Afrika, Amerika und Ozeanien;
- die nationalen Meisterschaften (CN), die über die Saison verteilt stattfanden, meist aber Ende Juni, siehe Nationale Straßen-Radsportmeister 2023;
- diverse regionale Veranstaltungen (JC bzw. JR) wie die Südostasienspiele, die Zentralamerika- und Karibikspiele die Panarabischen Spiele, die Spiele der Frankophonie, die Panamerikaspiele und die Asienspiele;
- Eintagesrennen (1.WWT) und Etappenrennen (2.WWT) der UCI Women’s WorldTour 2023;
- Eintagesrennen (1.Pro) und Etappenrennen (2.Pro) der UCI ProSeries;
- Eintagesrennen (1.1) und Etappenrennen (2.1) der Klasse 1;
- Eintagesrennen (1.2) und Etappenrennen (2.2) der Klasse 2.

Die Einstufung eines Rennens hatte Einfluss darauf, welche Radsportteams daran teilnehmen konnten und in welchem Maße sie in die UCI-Weltrangliste eingingen. Unten aufgeführt sind die Rennen der drei letztgenannten Klassen, also die ProSeries sowie die Rennen der Klassen 1 und 2. Die Rennen sind aufgeteilt nach der altersbedingten Kategorie, der sie angehörten, also Elite, U23 oder Juniorinnen. Daneben gab es zahlreiche weitere Rennen auf den nationalen Kalendern der einzelnen Radsportverbände, die an dieser Stelle nicht berücksichtigt sind.

## Elite
| Datum               | Land               | Rennen                                           | Klasse | Siegerin             | Mannschaft                                    |
| ------------------- | ------------------ | ------------------------------------------------ | ------ | -------------------- | --------------------------------------------- |
| 29. Jan.            | Spanien            | Women Cycling Pro Costa De Almería               | 1.1    | Arianna Fidanza      | Ceratizit-WNT Pro Cycling Team                |
| 4. Feb.             | Zypern             | Aphrodite Cycling Race – Einzelzeitfahren        | 1.2    | Antri Christoforou   | Human Powered Health                          |
| 5. Feb.             | Spanien            | Vuelta a la Comunitat Valenciana                 | 1.1    | Floortje Mackaij     | Movistar Team Women                           |
| 5. Feb.             | Türkei             | Grand Prix Apollon Temple                        | 1.2    | Sevinch Yuldasheva   | Usbekistan                                    |
| 8. Feb.             | Zypern             | Aphrodite Cycling Race – Women for Future        | 1.2    | Antri Christoforou   | Human Powered Health                          |
| 11. Feb.            | Spanien            | Clásica de Almería                               | 1.1    | Émilie Fortin        | Cynisca Cycling                               |
| 11. Feb.            | Zypern             | Aphrodite Cycling Race – Straßenrennen           | 1.2    | Jesse Vandenbulcke   | Human Powered Health                          |
| 16. Feb. – 19. Feb. | Spanien            | Setmana Ciclista Valenciana                      | 2.Pro  | Justine Ghekiere     | AG Insurance-Soudal Quick-Step                |
| 26. Feb.            | Belgien            | Omloop van het Hageland                          | 1.1    | Lorena Wiebes        | Team SD Worx                                  |
| 28. Feb.            | Belgien            | Le Samyn des Dames                               | 1.1    | Marta Bastianelli    | UAE Team ADQ                                  |
| 1. März             | Kroatien           | Umag Trophy Ladies                               | 1.2    | Alessia Vigilia      | Top Girls Fassa Bortolo                       |
| 5. März             | Italien            | Trofeo Oro in Euro                               | 1.1    | Gaia Realini         | Trek-Segafredo                                |
| 5. März             | Kroatien           | Poreč Trophy Ladies                              | 1.2    | Yanina Kuskova       | Tashkent City Women Professional Cycling Team |
| 7. März – 11. März  | Italien            | Trofeo Ponente in Rosa                           | 2.2    | Jolanda Neff         | Schweiz                                       |
| 10. März – 12. März | Spanien            | Vuelta Extremadura Féminas                       | 2.2    | Megan Armitage       | Arkéa Pro Cycling Team                        |
| 15. März            | Belgien            | Nokere Koerse                                    | 1.Pro  | Lotte Kopecky        | Team SD Worx                                  |
| 17. März – 19. März | Frankreich         | Tour de Normandie Féminin                        | 2.1    | Cédrine Kerbaol      | Ceratizit-WNT Pro Cycling Team                |
| 29. März            | Belgien            | Dwars door Vlaanderen                            | 1.Pro  | Demi Vollering       | Team SD Worx                                  |
| 5. Apr.             | Belgien            | Scheldeprijs                                     | 1.1    | Lorena Wiebes        | Team SD Worx                                  |
| 8. Apr. – 10. Apr.  | Thailand           | Tour of Thailand                                 | 2.1    | Lee Eun-hee          | Südkorea                                      |
| 10. Apr.            | Belgien            | Ronde de Mouscron                                | 1.1    | Martina Fidanza      | Ceratizit-WNT Pro Cycling Team                |
| 12. Apr.            | Belgien            | Brabantse Pijl                                   | 1.Pro  | Silvia Persico       | UAE Team ADQ                                  |
| 16. Apr.            | Frankreich         | Grand Prix de Chambéry                           | 1.1    | Victorie Guilman     | FDJ-Suez                                      |
| 22. Apr.            | Niederlande        | Omloop van Borsele                               | 1.1    | Linda Zanetti        | UAE Development Team                          |
| 25. Apr.            | Italien            | Gran Premio della Liberazione                    | 1.2    | Silvia Zanardi       | BePink                                        |
| 26. Apr. – 30. Apr. | Vereinigte Staaten | Tour of the Gila                                 | 2.2    | Austin Killips       | Amy D Foundation                              |
| 27. Apr. – 30. Apr. | Tschechien         | Gracia Orlová                                    | 2.2    | Jenny Rissveds       | Schweden                                      |
| 29. Apr. – 30. Apr. | Luxemburg          | Festival Elsy Jacobs                             | 2.Pro  | Ally Wollaston       | AG Insurance-Soudal Quick-Step                |
| 29. Apr.            | Spanien            | Revolta                                          | 1.1    | Claire Steels        | Israel Premier Tech Roland                    |
| 29. Apr.            | Belgien            | Leiedal Koerse                                   | 1.2    | Julia Kopecký        | AG Insurance NXTG U23                         |
| 5. Mai              | Frankreich         | La Classique Morbihan                            | 1.1    | Gaia Masetti         | AG Insurance-Soudal Quick-Step                |
| 6. Mai              | Belgien            | Grote Prijs Eco-Struct                           | 1.1    | Amalie Dideriksen    | Uno-X Pro Cycling Team                        |
| 6. Mai              | Frankreich         | Grand Prix du Morbihan Féminin                   | 1.1    | Grace Brown          | FDJ-Suez                                      |
| 7. Mai              | Belgien            | Trofee Maarten Wynants                           | 1.1    | Chiara Consonni      | UAE Team ADQ                                  |
| 9. Mai – 13. Mai    | Frankreich         | Tour de Bretagne Féminin                         | 2.1    | Grace Brown          | FDJ-Suez                                      |
| 10. Mai             | Spanien            | Navarra Women’s Elite Classic                    | 1.Pro  | Riejanne Markus      | Team Jumbo-Visma                              |
| 14. Mai             | Usbekistan         | Tour of Bostonliq Ladies                         | 1.2    | Yanina Kuskova       | Usbekistan                                    |
| 16. Mai             | Spanien            | Durango–Durango Emakumeen Saria                  | 1.1    | Ashleigh Moolman     | AG Insurance-Soudal Quick-Step                |
| 18. Mai – 21. Mai   | Vereinigte Staaten | Joe Martin Stage Race                            | 2.2    | Lauren Stephens      | EF Education-Tibco-SVB                        |
| 19. Mai             | Niederlande        | Veenendaal–Veenendaal Classic                    | 1.1    | Lotte Kopecky        | Team SD Worx                                  |
| 20. Mai             | Niederlande        | Omloop der Kempen Ladies                         | 1.2    | Charlotte Kool       | Team DSM                                      |
| 21. Mai             | Belgien            | Antwerp Port Epic                                | 1.1    | Marthe Truyen        | Fenix-Deceuninck                              |
| 23. Mai – 28. Mai   | Deutschland        | Thüringen Ladies Tour                            | 2.Pro  | Lotte Kopecky        | Team SD Worx                                  |
| 25. Mai – 28. Mai   | Tschechien         | Tour de Feminin                                  | 2.2    | Olha Kulynytsch      | Duolar-Chevalmeire                            |
| 27. Mai             | Estland            | Ladies Tour of Estonia                           | 1.2    | Olha Schekel         | Ukraine                                       |
| 28. Mai             | Spanien            | Gran Premio Ciudad de Eibar                      | 1.1    | Olivia Baril         | UAE Team ADQ                                  |
| 29. Mai             | Belgien            | Grand Prix Mazda Schelkens                       | 1.2    | Dina Scavone         | Carbonbike Giordana                           |
| 31. Mai – 4. Juni   | Spanien            | Vuelta Ciclista Andalucía Elite Women            | 2.1    | Katrine Aalerud      | Movistar Team Women                           |
| 3. Juni – 4. Juni   | Serbien            | Belgrade GP Woman Tour                           | 2.2    | Nikola Bajgerová     | MAT Atom Deweloper Wrocław                    |
| 4. Juni             | Frankreich         | Alpes Grésivaudan Classic                        | 1.1    | Évita Muzic          | FDJ-Suez                                      |
| 4. Juni             | Belgien            | Dwars door de Westhoek                           | 1.1    | Pfeiffer Georgi      | Team DSM                                      |
| 7. Juni – 11. Juni  | Guatemala          | Vuelta Internacional Femenina a Guatemala        | 2.2    | Lilibeth Chacón      | Clarus Merquimia Group-Strongman              |
| 9. Juni – 10. Juni  | Frankreich         | Tour Féminin International des Pyrénées          | 2.1    | Marta Cavalli        | FDJ-Suez                                      |
| 10. Juni            | Belgien            | Dwars door het Hageland                          | 1.1    | Lotte Kopecky        | Team SD Worx                                  |
| 11. Juni            | Belgien            | Flanders Diamond Tour                            | 1.1    | Julie De Wilde       | Fenix-Deceuninck                              |
| 17. Juni            | Slowakei           | Regiónom Nitrianskeho Kraja                      | 1.2    | Nora Jenčušová       | BePink                                        |
| 1. Juli             | Slowakei           | GP Mayor of the city Žiar nad Hronom             | 1.2    | Antri Christoforou   | Zypern                                        |
| 2. Juli             | Deutschland        | Tour de Berlin Feminin                           | 1.2    | Elena Hartmann       | Israel Premier Tech Roland                    |
| 8. Juli             | Slowakei           | Ladies Race Slovakia                             | 1.2    | Linda Zanetti        | UAE Development Team                          |
| 9. Juli             | Belgien            | 2 Districtenpijl                                 | 1.1    | Lieke Nooijen        | Parkhotel Valkenburg                          |
| 12. Juli – 16. Juli | Belgien            | Baloise Ladies Tour                              | 2.1    | Lucinda Brand        | Trek-Segafredo                                |
| 16. Juli            | Deutschland        | Women’s Cycling Grand Prix Stuttgart & Region    | 1.2    | Elena Pirrone        | Israel Premier Tech Roland                    |
| 26. Juli – 30. Juli | Kolumbien          | Vuelta a Colombia Femenina                       | 2.2    | Lilibeth Chacón      | Clarus Merquimia Group-Strongman              |
| 28. Juli – 30. Juli | Polen              | Princess Anna Vasa Tour                          | 2.2    | Walerija Kononenko   | Ukraine                                       |
| 1. Aug.             | Frankreich         | Kreiz Breizh Elites Féminin                      | 1.1    | Giorgia Vettorello   | BePink                                        |
| 12. Aug.            | Frankreich         | La Périgord Ladies                               | 1.2    | Amber Kraak          | Team Jumbo-Visma                              |
| 13. Aug.            | Frankreich         | La Picto-Charentaise                             | 1.2    | Gladys Verhulst-Wild | FDJ-Suez                                      |
| 15. Aug.            | Belgien            | Grote Prijs Yvonne Reynders                      | 1.2    | Eline van Rooijen    | AG Insurance-Soudal Quick-Step                |
| 18. Aug.            | Belgien            | Konvert Koerse                                   | 1.1    | Daria Pikulik        | Human Powered Health                          |
| 19. Aug.            | Belgien            | GP Oetingen                                      | 1.1    | Simone Boilard       | St. Michel-Mavic-Auber 93                     |
| 19. Aug.            | Türkei             | Grand Prix Kaisareia                             | 1.2    | Olga Sabelinskaja    | Tashkent City Women Professional Cycling Team |
| 22. Aug.            | Belgien            | Egmont Cycling Race Women                        | 1.2    | Heidi Franz          | DNA Pro Cycling                               |
| 24. Aug. – 27. Aug. | Italien            | Giro della Toscana Femminile                     | 2.2    | Alessia Vigilia      | Top Girls Fassa Bortolo                       |
| 3. Sep.             | Belgien            | Grote Prijs Beerens                              | 1.1    | Chiara Consonni      | UAE Team ADQ                                  |
| 5. Sep. – 11. Sep.  | Frankreich         | Tour Cycliste Féminin International de l’Ardèche | 2.1    | Marta Cavalli        | FDJ-Suez                                      |
| 9. Sep.             | Frankreich         | A Travers les Hauts de France                    | 1.2    | Valentine Fortin     | Cofidis Women Team                            |
| 10. Sep.            | Frankreich         | Choralis Fourmies Féminine                       | 1.2    | Marta Lach           | Ceratizit-WNT Pro Cycling Team                |
| 13. Sep.            | Belgien            | Grand Prix de Wallonie                           | 1.1    | Marta Lach           | Ceratizit-WNT Pro Cycling Team                |
| 15. Sep.            | Kanada             | Chrono Gatineau                                  | 1.1    | Anna Kiesenhofer     | Israel Premier Tech Roland                    |
| 15. Sep. – 16. Sep. | Belgien            | Tour de la Semois                                | 2.2    | Karlijn Swinkels     | Team Jumbo-Visma                              |
| 16. Sep.            | Kanada             | Tour de Gatineau                                 | 1.1    | Megan Jastrab        | Team DSM                                      |
| 17. Sep.            | Frankreich         | Grand Prix d’Isbergues-Pas de Calais Féminin     | 1.2    | Valentine Fortin     | Cofidis Women Team                            |
| 30. Sep.            | Italien            | Giro dell’Emilia Donne                           | 1.Pro  | Cecili Uttrup Ludwig | FDJ-Suez                                      |
| 3. Okt.             | Belgien            | Binche–Chimay–Binche                             | 1.1    | Pfeiffer Georgi      | Team DSM                                      |
| 3. Okt.             | Italien            | Tre Valli Varesine                               | 1.1    | Liane Lippert        | Movistar Team Women                           |
| 3. Okt.             | Brasilien          | Grand Tour de Santa Catarina Feminina            | 1.2    | Paula Carrasco       | Colombia Pacto Por El Deporte-GW Shimano      |
| 4. Okt.             | Brasilien          | Grand Prix Urubici de Ciclismo Feminina          | 1.2    | Vanessa Martínez     | Colombia Pacto Por El Deporte-GW Shimano      |
| 5. Okt.             | Brasilien          | Grand Prix de Santa Catarina Feminina            | 1.2    | Elizabeth Castaño    | Colombia Pacto Por El Deporte-GW Shimano      |
| 12. Okt. – 15. Okt. | Costa Rica         | Vuelta Internacional Femenina a Costa Rica       | 2.2    | Lilibeth Chacón      | Clarus Merquimia Group-Strongman              |
| 15. Okt.            | Frankreich         | Chrono des Nations                               | 1.1    | Anna Kiesenhofer     | Israel Premier Tech Roland                    |
| 26. Okt. – 29. Okt. | Ecuador            | Vuelta Femenina al Ecuador                       | 2.2    | Esther Galarza       | Eagle Bikes                                   |

## U23
Jenseits von Meisterschaften auf Welt-, Kontinental- oder nationaler Ebene gab es nur zwei ausdrücklich für die U23 vorgesehene Rennen.
| Datum               | Land        | Rennen                     | Klasse | Siegerin            | Mannschaft  |
| ------------------- | ----------- | -------------------------- | ------ | ------------------- | ----------- |
| 28. Aug. – 1. Sep.  | Frankreich  | Tour de l’Avenir Femmes    | 2.2U   | Shirin van Anrooij  | Niederlande |
| 15. Sep. – 17. Sep. | Niederlande | Watersley Womens Challenge | 2.2U   | Dominika Włodarczyk | Polen       |

## Juniorinnen
Rennen, die dem UCI-Nationencup der Juniorinnen angehörten, trugen die Einstufung 1.Ncup bzw. 2.Ncup.
| Datum                | Land        | Rennen                                           | Klasse | Siegerin            | Mannschaft              |
| -------------------- | ----------- | ------------------------------------------------ | ------ | ------------------- | ----------------------- |
| 19. März             | Italien     | Piccolo Trofeo Alfredo Binda – Valli del Verbano | 1.Ncup | Cat Ferguson        | Großbritannien          |
| 26. März             | Belgien     | Gent–Wevelgem                                    | 1.1    | Isabel Sharp        | Tofauti Everyone Active |
| 21. Apr. – 23. April | Belgien     | Omloop van Borsele                               | 2.Ncup | Isabel Sharp        | Großbritannien          |
| 6. Mai – 7. Mai      | Frankreich  | Tour du Gévaudan Occitanie femmes                | 2.Ncup | Federica Venturelli | Italien                 |
| 21. Mai              | Belgien     | Flandern-Rundfahrt                               | 1.1    | Cat Ferguson        | Großbritannien          |
| 22. Juli – 23. Juli  | Spanien     | Bizkaikoloreak                                   | 2.Ncup | Julie Bego          | Frankreich              |
| 2. Sep.              | Frankreich  | Grand Prix Ceratizit Women Junior                | 1.1    | Carys Lloyd         | Tofauti Everyone Active |
| 15. Sep. – 17. Sep.  | Niederlande | Watersley Ladies Challenge                       | 2.Ncup | Federica Venturelli | Italien                 |
| 13. Okt.             | Frankreich  | Chrono des Nations                               | 1.1    | Léane Tabu          | US Bonny                |